# 中村友哉 (ラグビー選手)
中村 友哉（なかむら ともや、1998年6月25日 - ）は、ジャパンラグビーリーグワン花園近鉄ライナーズに所属するラグビー選手。

## プロフィール
- 京都府出身[1]。
- ポジションはスクラムハーフ(SH)。
- 身長 162 cm、体重 68 kg
- ニックネームはまっちゃん。

## 略歴
2017年、伏見工業高校卒業後、東海大学に入学。
2020年、東海大学体育会ラグビーフットボール部の副将に就任。
2021年、東海大学卒業後、近鉄ライナーズ(現・花園近鉄ライナーズ)に加入。
2022年2月6日に行われたJAPAN RUGBY LEAGUE ONE第3節マツダスカイアクティブズ広島戦にて途中出場で公式戦初出場を果たした。